# Молодцовска азбука
Молодцовската азбука (на коми: Молодцов анбур; на руски: Молодцовский алфавит) се използва официално в езика коми в периода 1918-1930 и 1936-1938 г.
Неин създател е Василий Молодцов. Азбуката е вариант на кирилицата, като към нея Молодцов добавя специални букви за обозначение на фонемите, специфични за езика коми. Василий Молодцов е автор и на първия коми буквар и ученически пособия по граматика за езика коми.

## Азбуката
Новата азбука се състои от 33 букви, като 9 от тях са нови и са измислени от Василий Молодцов. Те представляват модифициран вариант на своите твърди съответствия, като авторът е добавил към тях ченгелчета. Буквите I, Ј и Ӧ са от предишни азбуки, които за първи път са използвани от Георгий Литкин. Буквите Ф, Х и Ц не са включени в азбуката и се използват само, за да се изписват руските заемки в езика коми. Буквата Щ обозначава звука /ʧ/ [тш].
| А а | Б б | В   | Г г | Ԁ ԁ | Ԃ ԃ | Е е | Ж ж | Җ җ | З з | Ԅ ԅ |
| Ԇ ԇ | I і | Ј ј | К к | Л л | Ԉ ԉ | М м | Н н | Ԋ ԋ | О о | Ӧ ӧ |
| П п | Р р | С   | Ԍ ԍ | Т т | Ԏ ԏ | У у | Ч ч | Ш ш | Щ щ | Ы ы |

## Значение
Новото в молодцовската азбука за разлика от предишните азбуки е, че всяка буква от нея обозначава само една фонема. По този начин се утвърждават всички фонеми на езика коми. Новата азбука спомага и за по-лесното произношения на думите, които се произнасят така, както са написани. Благодарение на буквара „Лыԃԃыԍны Велöԁчан“ от 1918 година, който показва печатните и ръкописните варианти на буквите, новата азбука получава широко разпространение и лесно бива усвоявана от учениците. През 1920 година е основано първото издателство на текстове на коми. То издава читанката „Шондi Југöр“ на новата азбука. През 20-те години на XX век всички издания в Коми се печатат на молодцовската азбука.
Въпреки че молодцовската азбука е използвана за кратко време, много коми, получили образованието си в това време, продължават да я използват дълго след това. И днес текстът, написан на нея, е абсолютно понятен за четене от народа коми. Според специалисти тази азбука е по-добра от нелатинските, предходните кирилски азбуки, а и от съвременната, тъй като е създадена специално за езика коми.